# Sifón (espeleología)

Los sifones a menudo bloquean el acceso al paso «seco» más allá de ellos. El diagrama B muestra un sifón «encaramado», que podría drenarse para bajar el nivel del agua.

En espeleología un sifón es una masa de agua presente en una depresión dentro de una galería de una cueva, que deja el pasaje completamente o parcialmente sumergido bajo el agua, haciendo imposible su paso sin sumergirse.
Puede ser estático, sin flujo hacia adentro o hacia afuera, o activo, con flujo continuo. Los estáticos también pueden conectarse bajo el agua a uno de corriente activo. Cuando es corto en longitud, un sifón puede llamarse sifonillo, sin embargo esto también puede referirse a una sección o pasaje con algún espacio de aire (mínimo) sobre el agua.
Dependiendo de factores hidrológicos específicos de una cueva (como la mareas, cambios en el caudal de un río subterráneo o la relación con el nivel freático local), los sifones pueden fluctuar en el nivel del agua y la profundidad (y a veces en la longitud, debido a la forma del pasaje adyacente). También pueden funcionar como emisario temporal de una corriente de agua subterránea después de lluvias.

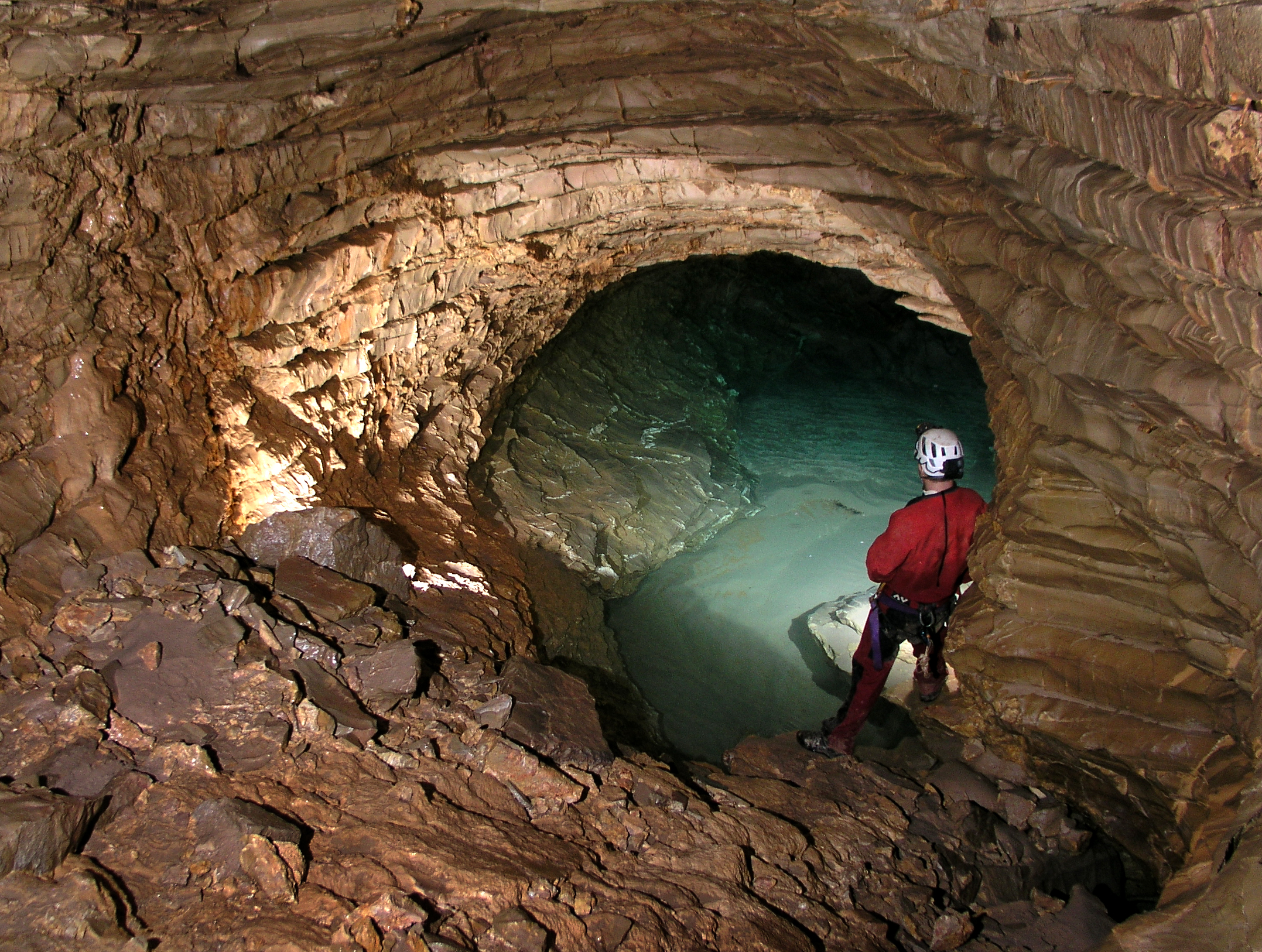
Sifón ascendente de la cueva de Combe du Buis, Saint-Guilhem-le-Désert, Hérault, Francia.

## Tipos
- Sifón sumergido – Para enfatizar que está completamente bajo el agua.

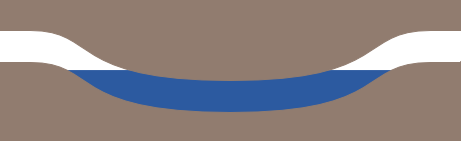
Sifón sumergido

- Paso sifonante – Si el nivel del agua puede variar, a veces permitiendo el paso sin buceo.

- Sifón impracticable – Cuando no se puede atravesar sin equipo especializado.

- Sifón drenado – Si el agua ha bajado y deja un pasaje abierto.

- Paso sifonante corto – Si el nivel del agua varía y a veces es transitable sin buceo.

- Sifón somero – Si no es muy profundo y se puede cruzar con una breve inmersión.

- Sifón colgado – si se encuentra claramente por encima de la zona freática.

- Sifón freático – Se forma cuando una galería desciende completamente por debajo de la capa freática.

- Sifón ascendente – Si va «aguas arriba» y se necesita bucear hacia una cota más alta, y sifón descendente, si va «aguas abajo» y se bucea hacia una cota más baja.

- Se puede distinguir entre sifones permanentes, en los que el agua está presente constantemente, y sifones intermitentes, que solo se llenan cuando el nivel del agua es alto o se seca en ciertas épocas del año.

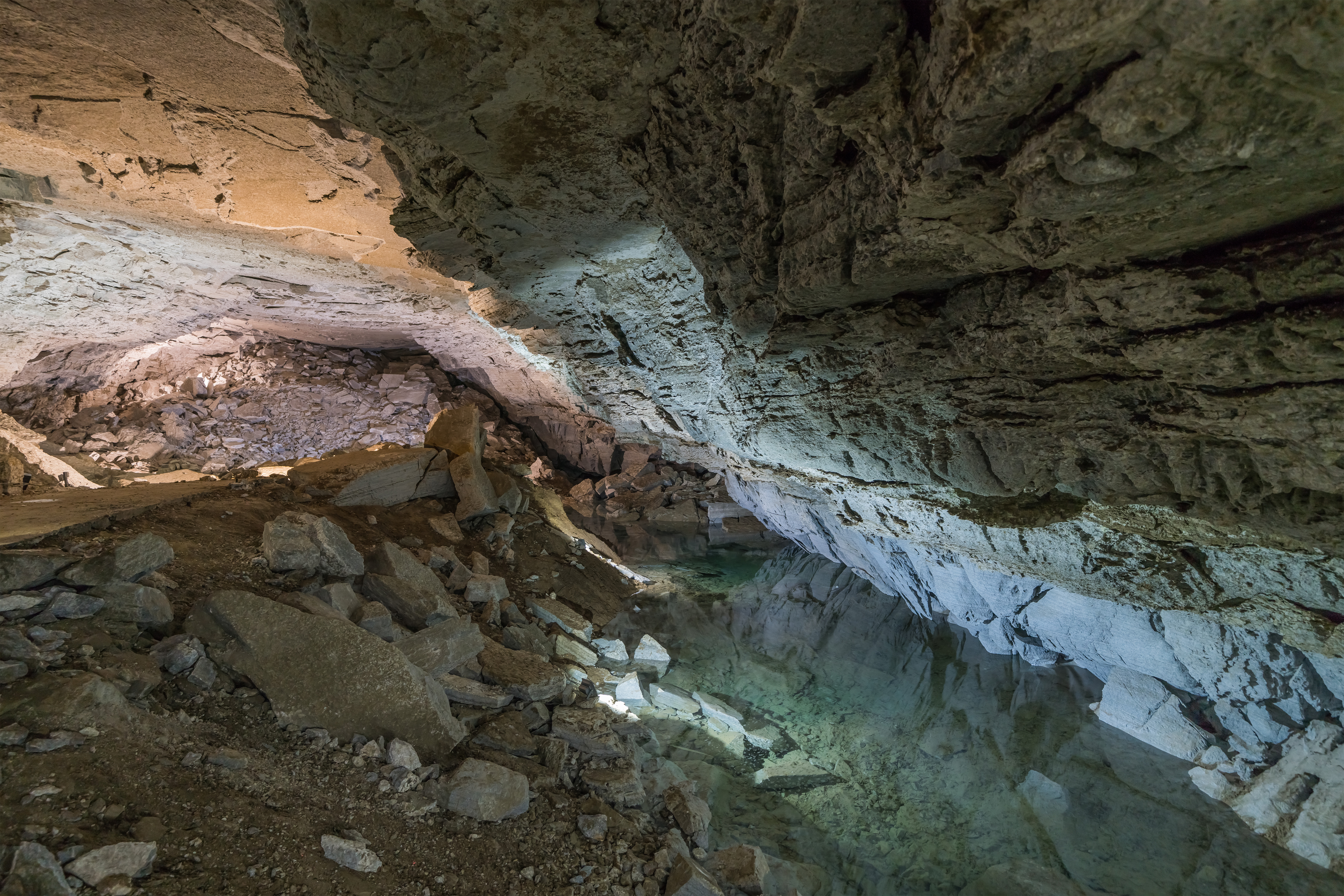
Sifón de Eishöhle

Las partes de la cueva que tienen relativamente poco espacio entre la superficie del agua y el techo de la cueva a veces se denominan semisifones.

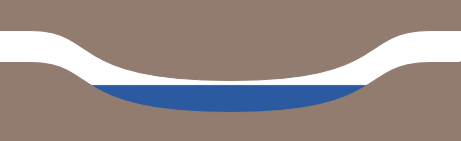
Semisifón: un lago cueva con un techo muy bajo.

Si el paso de la cueva continúa por debajo de la superficie del agua al final del área conocida llena de aire, también se denomina sifón final. Esta atribución puede quedar obsoleta fruto de futuras investigaciones, tan pronto como (por ejemplo) una desviación recién descubierta o una inmersión revelen un área posterior de espacio lleno de aire sobre la superficie del agua.
Los sifones con elevación sinusoidal se caracterizan por una acumulación de sedimento grueso en el tramo descendente y de sedimento fino en el ascendente.

## Exploración

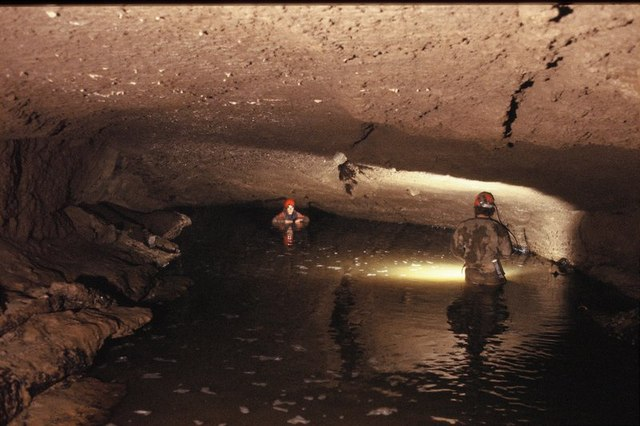
Cuarto sifón de la gruta Agen Allwed, en Gales

Un sifón es un obstáculo especialmente peligroso de cruzar en espeleología, ya que no permite predecir la presencia de aire al otro lado ni el tiempo necesario para cruzarlo.
Por lo tanto, es necesario tomar precauciones específicas; en particular: uso de trajes de buceo, hilo de Ariadna e iluminación impermeable.

### Buceo

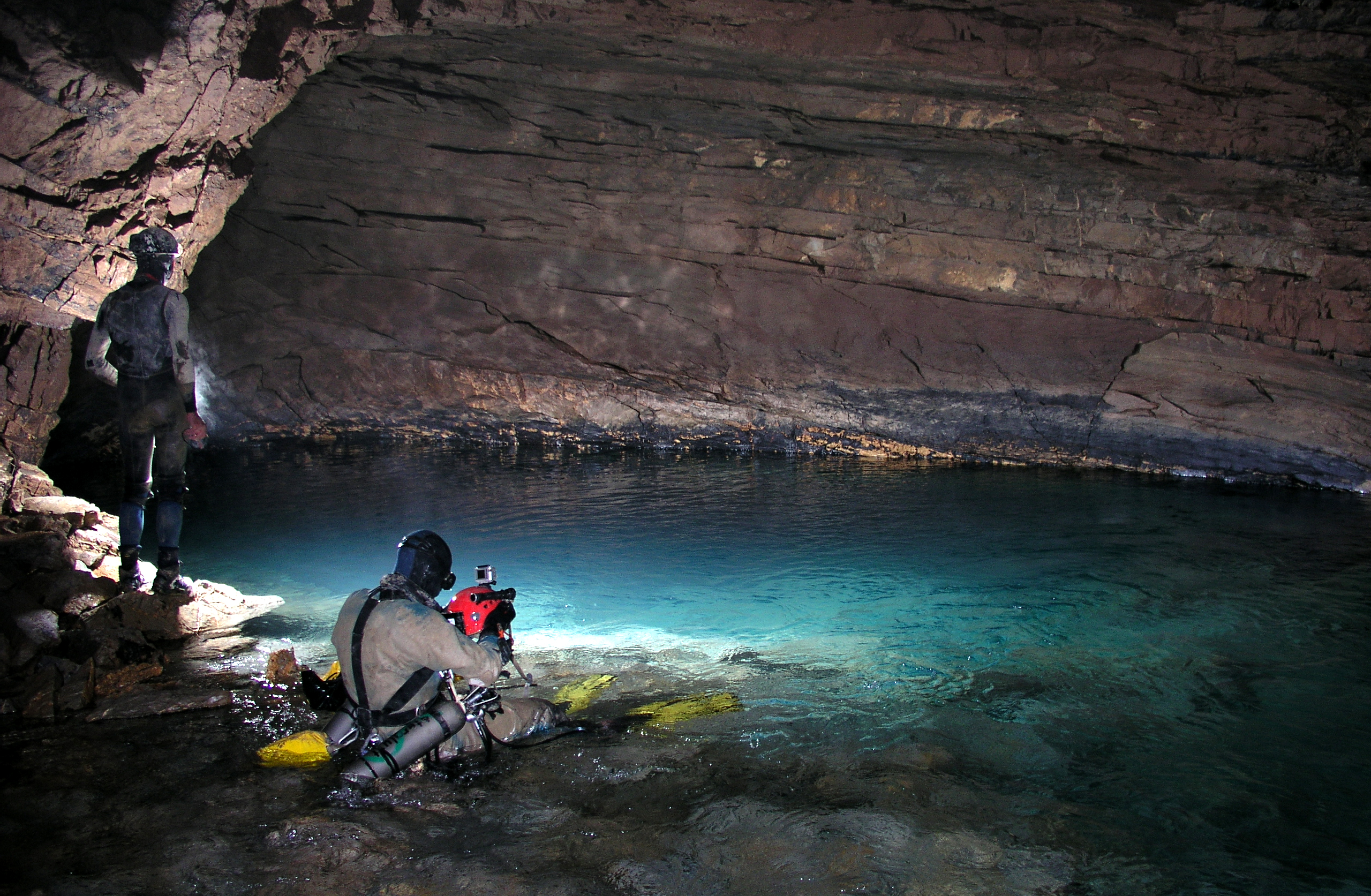
Buceo en el sifón descendente del río subterráneo de la gruta de Chamois, Castellet-lès-Sausses, Alpes de Alta Provenza, Francia.

Los sifones cortos se pueden pasar simplemente conteniendo la respiración mientras se avanza a través de la sección sumergida (por ejemplo, el sifón n° 1 en la cueva Swildon's Hole). Esto se conoce como «buceo libre» y solo se puede intentar si se sabe que el sifón es corto y no es técnicamente difícil (por ejemplo, estrecho o que requiere navegación). Los pozos más largos y técnicamente más difíciles solo se pueden superar mediante espeleobuceo (como ocurrió repetidamente en la exploración de la cueva de Voronia).

### Drenaje

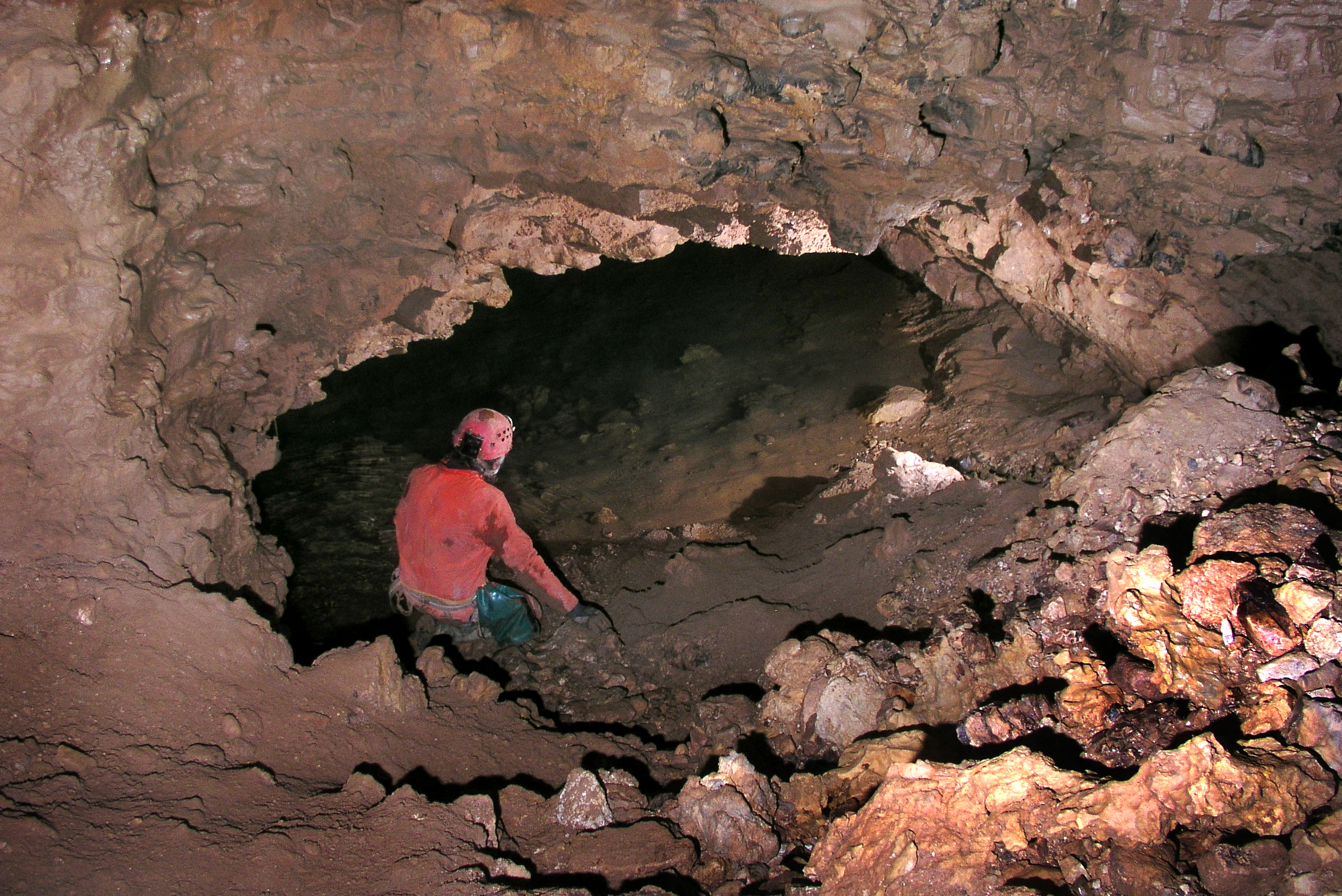
Sifón de la gruta de la Cabane à Saint Paul des Fonts, Saint-Jean-et-Saint-Paul, Aveyron, Francia.

Cuando sea práctico, también se pueden drenar utilizando cubos, bombas o sifones. Para bombear el agua se necesita que el flujo de agua que entra sea menor que la velocidad a la que la bomba lo vacía, así como un lugar adecuado para recoger el agua vaciada. Los sifones ascendentes se han vaciado con éxito utilizando mangueras para extraer el agua de ellos, como en el de la cueva de  Dersios durante la exploración de 2005. El agua fue enviada más profundamente a la dolina, y los sifones vaciados revelaron un pasaje virgen detrás de ellos. En 2002, durante un rescate realizado más allá de un sifón descendente en la cueva de Sarkhos, se bombeó agua río arriba hacia una presa construida unos metros por encima del paso inundado.
Algunos manuales también mencionan el uso de explosivos u otras formas de fuerza para vaciarlos, pero el daño ecológico causado al frágil entorno de la cueva generalmente descarta el uso de tales métodos.